# Muhamma
Muhamma es una ciudad censal situada en el distrito de Alappuzha en el estado de Kerala (India). Su población es de 25861 habitantes (2011). Se encuentra a 12 km de Alappuzha.

## Demografía
Según el censo de 2011 la población de Muhamma era de 25861 habitantes, de los cuales 12553 eran hombres y 13308 eran mujeres. Muhamma tiene una tasa media de alfabetización del 96,32%, superior a la media estatal del 94%: la alfabetización masculina es del 98,03%, y la alfabetización femenina del 94,72%.